# Кіке Костас
Кіке Костас (ісп. Quique Costas, нар. 16 січня 1947, Віго) — іспанський футболіст, що грав на позиції захисника за клуби «Сельта Віго» та «Барселона», а також національну збірну Іспанії. 
По завершенні ігрової кар'єри — тренер.

## Клубна кар'єра
У дорослому футболі дебютував 1965 року виступами за команду «Сельта Віго», в якій провів шість сезонів, взявши участь у 168 матчах чемпіонату.  Більшість часу, проведеного у складі «Сельти», був основним гравцем захисту команди.
1971 року перейшов до «Барселона», за який відіграв наступні дев'ять сезонів. За цей час виборов титул чемпіона Іспанії, ставав володарем Кубка Іспанії та Кубка володарів кубків УЄФА. Завершив професійну кар'єру футболіста виступами за «Барселону» у 1980 році.

## Виступи за збірну
1970 року дебютував в офіційних матчах у складі національної збірної Іспанії.
Загалом протягом кар'єри в національній команді, яка тривала шість років, провів у її формі 13 матчів.

## Кар'єра тренера
Присвятив своє подальше життя тренерській роботі. Від 1980-х і до 2000-х неодноразово очолював третю і другу команди «Барселони».

## Титули і досягнення
- Чемпіон Іспанії (1):

«Барселона»: 1973-1974
- Володар Кубка Іспанії (1):

«Барселона»: 1977-1978
- Володар Кубка володарів кубків УЄФА (1):

«Барселона»: 1978-1979